# Karabele, Bangarapet
Karabele là một làng thuộc tehsil Bangarapet, huyện Kolar, bang Karnataka, Ấn Độ.